# 医制
医制（いせい、明治7年8月18日文部省ヨリ東京京都大阪三府ヘ達）とは、1874年（明治7年）8月18日に、文部省が東京府、京都府、大阪府の三府への達という形で発布された、医療制度や衛生行政に関する各種規定を定めた日本の法令である。全76条からなり、医業の許可制などを定めている。

## 概要
明治時代の初期、大学東校や長崎医学校において本格的な西洋医学教育が開始されてはいたものの、当時の日本の医師のうち圧倒的多数を占めたのは、漢方医であり、西洋医の数は非常に少なく、また、医師やその他の医療関係者（薬剤師や助産師等）に関する資格制度が存在しなかったため、それら医療関係者の技能も高くはなかった。そのため、国民の衛生状態も非常に悪く、政府には、速やかに保健衛生全般に関する制度を整備することが求められていた。
そのような状況の中で、日本に近代的な医事衛生制度を導入すべく制定されたのが医制である。
医制の内容は、1条から11条は衛生行政全般に関する規定、12条から26条は医学校に関する規定、27条から36条は教員と外国教師に関する規定、37条から53条は医師に関する規定、54条から76条は薬舗と売薬に関する規定となっている。
このように、医制の内容は、医学教育を含めた衛生行政全般にまで及ぶ。その目的は、「文部省統轄の下で衛生行政機構の整備」、「西洋医学に基づく医学教育の確立」、「医師開業免許制度の樹立」、「近代的薬剤師制度及び薬事制度の確立」といった点にあり、これにより衛生行政の基礎を固めようとしたものである。

## 制定までの経緯
1871年（明治4年）に派遣された岩倉使節団の随員に加わった長與專齋は、西洋諸国の維持制度を視察を命じられていた。長與は、帰国後の1873年（明治6年）6月、文部省医務局（同年3月に医事課から昇格）の二代目の医務局長に就任した。同年、太政官から「文部省ニ醫制取調ヲ命ス」（明治6年6月15日太政官布告無号達）が出され、長與は医制の立案に着手した。
長與は欧州視察中にパリで欧州留学中の長井長義、松本圭太郎、池田謙斎らと日本の医療制度のあり方について議論し、素案を起案していたとされる。一方で相良知安の「医制略則」という草稿を踏襲したともいわれている。
1873年12月27日、医制の文案を付した文部省より太政官への上申書が提出されたが、太政官からは反応がなかったため、翌1874年（明治7年）3月2日、医制の施行を促す「醫制施行方伺」が文部省から太政官へ出された。これに対して左院が、同月7日に、医制をまず三府において施行すべき旨を上陳し、太政官は、同月12日、文部省に対して「醫制ヲ定メ先ツ三府ニ於テ徐々著手セシム」と題された医制施行太政官指令を出した。
この太政官の指令を受けて、文部省は、三府に医制を達した。その際、条件が整ったものから順次施行されるものとされた。

## 医制施行後の法整備
医制は、法令というよりは、むしろ衛生行政の方針を示した訓令に近い性格を有していたと指摘される。そのため、実際に施行されるときは、個別の内容に関する達や布達などがそれぞれ発され、徐々に医制の内容が施行されていった。その際、「医制第何条の施行につき○○へ達」といった形がとられる場合のほか、1874年10月の「種痘規則」（明治7年10月30日文部省布達第27号）のような、医制に定められた内容と同趣旨の規則が別に制定される場合もあった。

### 医育行政の分離
1875年（明治8年）、衛生事務は、文部省医務局から内務省衛生局に移管された。これに先立ち、医制の改正が行われ、医学教育に関する部分は削除された（明治8年5月14日文部省ヨリ東京京都大阪三府ヘ達）。

### 医師開業試験
医師開業試験については、医制37条（改正後の19条）に規定されていたが、試験内容が具体化されたのは、医制発布の翌年1875年（明治8年）に発された文部省布達「醫制第三十七條ノ施行ニツキ三府ヘ達」（明治8年2月10日文部省ヨリ東京京都大阪三府）による。その後、三府以外の県についても医師開業試験を実施すべく、翌1876年（明治9年）に内務省達「醫師開業試験ヲセシム」（明治9年1月12日内務省達乙第5号各県）が発布された。

### 薬舗開業試験
薬舗開業試験については、医制58条（改正後の37条）に規定されていた。その試験科目については、1875年に内務省達として「薬舗開業試験科目ヲ定ム」（明治8年12月28日内務省ヨリ東京大阪両府ヘ達）が発布された。

## 医制の効力
医制は、その趣旨を実現する個別の法令が逐次制定されていく、今日でいう訓令のようなものであった。したがって、特にこれを廃止する手続きは取られていないが、内閣記録局からの照会に対する内務省衛生局の回答では、各種の法整備が進められた結果、すでに「自然消滅」したとされている。